# Brigitte Becue
Brigitte Becue (Oostende, 18 september 1972) is een Belgische zwemster. Ze nam viermaal deel aan de Olympische Spelen, maar won hierbij geen medailles.
Becue plaatste zich als vijftienjarige voor de Olympische Spelen van 1988 in Seoel. Een jaar later, bij de Europese kampioenschappen in Bonn, won de Belgische zwemster de zilveren medaille op de 200 meter schoolslag.
Na de voor haar teleurstellend verlopen Olympische Spelen van 1992 in Barcelona verruilde Becue de Kortrijkse Zwemkring voor de Brugse Zwemkring. Bovendien wisselde ze haar coach Romain Malfait in voor Stefaan Obreno. Onder diens leiding vond Becue daadwerkelijk aansluiting bij de wereldtop, met als hoogtepunt het jaar 1995, toen de Belgische schoolslagspecialiste drie medailles (twee gouden en één zilveren) won bij de Europese kampioenschappen in Wenen. Het leverde BB in het daaropvolgende jaar, voor de tweede keer (na 1994), de eretitel Belgisch Sportvrouw van het Jaar op.
Bij de Olympische Spelen van 1996 in Atlanta wist Becue de hooggespannen verwachtingen niet waar te maken, mede als gevolg van relatieproblemen. Twee jaar later, bij wereldbekerwedstrijden in Sydney, verbeterde Becue het Europees record op de 100 meter schoolslag: 1.07,02. Enkele maanden later in Parijs herhaalde ze die prestatie: 1.06,87.
Na een pauze van ruim twee maanden in de zomer van 1998 moest Becue, tweevoudig winnares van de wereldbeker op de schoolslag, langzaam maar zeker terrein prijsgeven. Dat had onder meer te maken met het vertrek van haar coach Obreno naar Nederland, waar hij bondscoach werd. Wat volgde was een instabiele periode, met veel trainerswisselingen, waarna Becue in 2002, na de wereldkampioenschappen kortebaan in Moskou, besloot haar carrière te beëindigen. In april 2003 kondigt ze haar rentree aan. Maar succes in de vorm van plaatsing voor de Olympische Spelen van Athene (2004) blijft uit, waarna Becue voor de tweede keer, maar ditmaal definitief, een punt achter haar loopbaan zet.

## Internationale erelijst

### 1987
- Europese Jeugdkampioenschappen langebaan (50 meter) in Rome

Vierde plaats op de 200 meter schoolslag

### 1988
- Olympische Spelen (langebaan) in Seoel

Zestiende plaats op de 200 meter schoolslag 2.34,10

### 1989
- Europese kampioenschappen langebaan (50 meter) in Bonn

Tweede plaats op de 200 meter schoolslag 2.29,94

### 1991
- Wereldkampioenschappen langebaan (50 meter) in Perth

Dertiende plaats op de 100 meter schoolslag
- Europese kampioenschappen langebaan (50 meter) in Athene

Vijfde plaats op de 100 meter schoolslag

### 1992
- Olympische Spelen in Barcelona

Zeventiende plaats op de 100 meter schoolslag

### 1993
- Europese kampioenschappen langebaan (50 meter) in Sheffield

Vierde op de 100 meter schoolslag 1.10,56
Eerste op de 200 meter schoolslag 2.31,18

### 1994
- Wereldkampioenschappen langebaan (50 meter) in Rome

Vijfde op de 100 meter schoolslag 1.10,41
Derde op de 200 meter schoolslag 2.28,85

### 1995
- Europese kampioenschappen langebaan (50 meter) in Wenen

Eerste op de 100 meter schoolslag 1.09,30
Eerste op de 200 meter schoolslag 2.27,60
Tweede op de 200 meter wisselslag 2.16,15

### 1996
- Olympische Spelen (langebaan) in Atlanta

Achtste op de 100 meter schoolslag 1.09,79
Zevende op de 200 meter schoolslag 2.28,36

### 1997
- Europese kampioenschappen langebaan (50 meter) in Sevilla

Derde op de 100 meter schoolslag 1.09,42
Derde op de 200 meter schoolslag 2.28,90

### 1998
- Wereldkampioenschappen langebaan (50 meter) in Perth

Achtste op de 100 meter schoolslag 1.09,16
Zevende op de 200 meter schoolslag 2.28,27
- Europese kampioenschappen kortebaan (25 meter) in Sheffield

Tiende op de 50 meter schoolslag 32,63
Eerste op de 100 meter schoolslag 1.07,71
Zesde op de 200 meter schoolslag 2.28,10

### 1999
- Wereldkampioenschappen kortebaan (25 meter) in Hongkong

Dertiende op de 50 meter schoolslag 32,24
Vijfde op de 100 meter schoolslag 1.08,04
Zevende op de 200 meter schoolslag 2.26,85
- Europese kampioenschappen langebaan (50 meter) in Istanboel

Derde op de 100 meter schoolslag 1.10,23
- Europese kampioenschappen kortebaan (25 meter) in Lissabon

Zeventiende op de 50 meter schoolslag 32,37
Eerste op de 100 meter schoolslag 1.08,15
Derde op de 200 meter schoolslag 2.26,82

### 2000
- Europese kampioenschappen langebaan (50 meter) in Helsinki

Vierde op de 100 meter schoolslag 1.09,95
Tweede op de 4x100 meter wisselslag 4.09,52
- Olympische Spelen (langebaan) in Sydney

Negende op de 100 meter schoolslag 1.09,47
21ste op de 200 meter schoolslag 2.31,27
- Europese kampioenschappen kortebaan (25 meter) in Valencia

Zestiende op de 100 meter schoolslag 1.11,39

### 2001
- Europese kampioenschappen kortebaan (25 meter) in Antwerpen

Vierde op de 100 meter schoolslag 1.08,58

### 2002
- Wereldkampioenschappen kortebaan (25 meter) in Moskou

Dertiende op de 100 meter schoolslag 1.08,73
1982 Annie Lambrechts · 1983 Eddy Annys · 1984 Ingrid Berghmans · 1985 niet uitgereikt · 1986 William Van Dijck · 1987 Wim Van Belleghem · 1988 Robert Van de Walle · 1989 niet uitgereikt · 1990 Ulla Werbrouck · 1991 Sabine Appelmans · 1992 Annelies Bredael · 1993 Gella Vandecaveye · 1994 Brigitte Becue · 1995 Fred Deburghgraeve · 1996 Luc Van Lierde · 1997 Stefan Everts · 1998 Sven Nys · 1999 Marleen Renders · 2000 Filip Meirhaeghe · 2001 Kim Clijsters · 2002 Kim Gevaert · 2003 Benny Vansteelant · 2004 Gino De Keersmaeker · 2005 Kathleen Smet · 2006 Tia Hellebaut · 2007 estafetteploeg 4x100m dames · 2008 Kenny De Ketele · 2009 Tom Goegebuer · 2010 Cédric Van Branteghem · 2011 Evi Van Acker · 2012 Hans Van Alphen and Marieke Vervoort · 2013 Frederik Van Lierde · 2014 Bart Swings · 2015 Jaouad Achab · 2016 Peter Genyn · 2017 Seppe Smits · 2018 Nina Derwael · 2019 Emma Meesseman · 2020 niet uitgereikt · 2021 Belgische hockeyploeg (mannen) · 2022 Remco Evenepoel  · 2023 Lotte Kopecky
1928 Louis Crooy en Victor Groenen · 1929 Georges Ronsse · 1930 Hyacinthe Roosen · 1931 René Milhoux en Jules Tacheny · 1933 Jef Scherens · 1934 Union Sint-Gillis · 1935 Arnold de Looz-Corswarem · 1936 Ernest Demuyter · 1937 Joseph Mostert · 1938 Hubert Carton de Wiart · 1939 Henry de Menten de Horne · 1940 Fernande Caroen · 1941 Jan Guilini · 1942 Pol Braekman · 1943 Albert de Ligne · 1944 niet toegekend · 1945 vliegend personeel van de Belgische sectie van de Royal Air Force · 1946 Gaston Reiff · 1947 Micheline Lannoy en Pierre Baugniet · 1948 Etienne Gailly · 1949 Feru Moulin · 1950 Briek Schotte · 1951 Johny Claes en Jacques Ickx · 1952 André Noyelle · 1953 bemanning van het jacht Omoo (zeilsport) · 1954 Adolf Verschueren · 1955 Roger Moens · 1956 Gilberte Thirion · 1957 Jacky Brichant en Philippe Washer · 1958 René Baeten · 1959 Belgische hockeyploeg bij de mannen · 1960 Flory Van Donck · 1961 Rik Van Looy · 1962 Gaston Roelants · 1963 Aureel Vandendriessche · 1964 Joël Robert · 1965 Eerste Jachtwing van de Belgische Luchtmacht · 1966 Raymond Ceulemans · 1967 Ferdinand Bracke en Eddy Merckx · 1968 Jacky Ickx · 1969 Serge Reding · 1970 Freddy Herbrand · 1971 Miel Puttemans · 1972 Karel Lismont · 1973 Roger De Coster · 1974 Paul Van Himst · 1975 Jean-Pierre Burny · 1976 Ivo Van Damme · 1977 Gaston Rahier · 1978 RSC Anderlecht · 1979 Robert Van de Walle · 1980 Belgische voetbalploeg bij de mannen · 1981 Annie Lambrechts · 1982 Ingrid Berghmans · 1983 Eddy Annys · 1984 André Malherbe · 1985 niet toegekend · 1986 William Van Dijck · 1987 Ingrid Lempereur · 1988 Eric Geboers · 1989 Michel Preud'homme · 1990 Jan Ceulemans · 1991 Jean-Michel Saive · 1992 Annelies Bredael · 1993 Vincent Rousseau · 1994 Brigitte Becue · 1995 Frédérik Deburghgraeve · 1996 Johan Museeuw · 1997 Luc Van Lierde · 1998 Ulla Werbrouck · 1999 Gella Vandecaveye · 2000 Joël Smets · 2001 Kim Clijsters en Justine Henin · 2002 Marc Wilmots · 2003 Stefan Everts · 2004 Axel Merckx · 2005 Tom Boonen · 2006 Kim Gevaert en Tia Hellebaut · 2007 4x100m-estafetteploeg voor vrouwen · 2008 niet toegekend · 2009 Philippe Gilbert · 2010 Philippe Le Jeune · 2011 Kevin Borlée · 2012 Evi Van Acker · 2013 Frederik Van Lierde · 2014 Daniel Van Buyten · 2015 4x400m-estafetteploeg voor mannen · 2016 Nafissatou Thiam · 2017 David Goffin · 2018 Nina Derwael · 2019 Belgische hockeyploeg bij de mannen · 2020 Wout van Aert · 2021 Bashir Abdi · 2022 Remco Evenepoel · 2023 Bart Swings · 2024 Lotte Kopecky